# National Basketball League 1999-2000
La National League Basketball 1999-2000 è stata la 22ª edizione della National Basketball League, la massima lega di basket australiana.

## Squadre partecipanti
- Adelaide 36ers
- Brisbane Bullets
- Cairns Taipans
- Canberra Cannons
- Illawarra Hawks
- Melbourne United
- Perth Wildcats
- Sydney Kings
- Townsv. Crocodiles
- Victoria Giants
- Sydney Spirit

## Regular Season

### Classifica
|     | Squadra            | G  | V  | P  | PF    | PS    |
| --- | ------------------ | -- | -- | -- | ----- | ----- |
| 1.  | Adelaide 36ers     | 28 | 22 | 6  | 2.822 | 2.470 |
| 2.  | Townsv. Crocodiles | 28 | 22 | 6  | 2.960 | 2.606 |
| 3.  | Perth Wildcats     | 28 | 22 | 6  | 2.677 | 2.500 |
| 4.  | Victoria Giants    | 28 | 20 | 8  | 2.523 | 2.360 |
| 5.  | Melbourne United   | 28 | 14 | 14 | 2.767 | 2.698 |
| 6.  | Sydney Spirit      | 28 | 12 | 16 | 2.708 | 2.754 |
| 7.  | Illawarra Hawks    | 28 | 11 | 17 | 2.581 | 2.665 |
| 8.  | Canberra Cannons   | 28 | 11 | 17 | 2.552 | 2.738 |
| 9.  | Sydney Kings       | 28 | 11 | 17 | 2.642 | 2.702 |
| 10. | Brisbane Bullets   | 28 | 7  | 21 | 2.343 | 2.648 |
| 11. | Cairns Taipans     | 28 | 2  | 26 | 2.191 | 2.625 |

## Play-off

### Tabellone
|  | Quarti di finale | Quarti di finale | Quarti di finale |          |          | Semifinali | Semifinali | Semifinali |  |  | Finale NBL | Finale NBL | Finale NBL |  |
|  |                  |                  |                  |          |          |            |            |            |  |  |            |            |            |  |
|  |                  |                  |                  |          |          | 1          | Adelaide   | 1          |  |  |            |            |            |  |
|  |                  |                  |                  |          |          | 1          | Adelaide   | 1          |  |  |            |            |            |  |
|  |                  |                  |                  | Victoria | 2        |            |            |            |  |  |            |            |            |  |
|  | 4                | Victoria         | 2                | Victoria | 2        |            |            |            |  |  |            |            |            |  |
|  | 4                | Victoria         | 2                |          |          |            |            |            |  |  |            |            |            |  |
|  | 5                | Melbourne        | 1                |          |          |            |            |            |  |  |            |            |            |  |
|  | 5                | Melbourne        | 1                |          | Victoria | Victoria   | 0          |            |  |  |            |            |            |  |
|  |                  |                  |                  |          |          |            |            |            |  |  |            |            |            |  |
|  |                  |                  | Perth            | Perth    | 2        |            |            |            |  |  |            |            |            |  |
|  |                  |                  |                  | Perth    | 2        |            |            |            |  |  |            |            |            |  |
|  |                  |                  |                  |          |          |            |            |            |  |  |            |            |            |  |
|  |                  |                  |                  |          |          |            |            |            |  |  |            |            |            |  |
|  |                  | 2                | Townsville       | 1        |          |            |            |            |  |  |            |            |            |  |
|  |                  |                  |                  | 1        |          |            |            |            |  |  |            |            |            |  |
|  |                  |                  |                  | Perth    | 2        |            |            |            |  |  |            |            |            |  |
|  | 3                | Perth            | 2                | Perth    | 2        |            |            |            |  |  |            |            |            |  |
|  | 3                | Perth            | 2                |          |          |            |            |            |  |  |            |            |            |  |
|  | 6                | West Sydney      | 1                |          |          |            |            |            |  |  |            |            |            |  |

### Melbourne - Victoria

#### Gara 1
| Melbourne 15 marzo 2000 | Melbourne United | 101 – 94 | Victoria Giants | Melbourne Park |

#### Gara 2
| Melbourne 18 marzo 2000 | Victoria Giants | 78 – 70 | Melbourne United | Melbourne Park |

#### Gara 3
| Melbourne 20 marzo 2000 | Victoria Giants | 105 – 96 | Melbourne United | Melbourne Park |

### West Sydney - Perth

#### Gara 1
| Sydney 15 marzo 2000 | Sydney Spirit | 91 – 80 | Perth Wildcats | Whitlam Centre |

#### Gara 2
| Perth 17 marzo 2000 | Perth Wildcats | 99 – 88 | Sydney Spirit | Perth Entertainment Centre |

#### Gara 3
| Perth 19 marzo 2000 | Perth Wildcats | 82 – 74 | Sydney Spirit | Perth Entertainment Centre |

### Perth - Townsville

#### Gara 1
| Perth 24 marzo 2000 | Perth Wildcats | 104 – 101 | Townsv. Crocodiles | Perth Entertainment Centre |

#### Gara 2
| Townsville 31 marzo 2000 | Townsv. Crocodiles | 101 – 78 | Perth Wildcats | Townsville Entertainment Centre |

#### Gara 3
| Townsville 2 aprile 2000 | Townsv. Crocodiles | 84 – 104 | Perth Wildcats | Townsville Entertainment Centre |

### Victoria - Adelaide

#### Gara 1
| Melbourne 25 marzo 2000 | Victoria Giants | 101 – 86 | Adelaide 36ers | Melbourne Park |

#### Gara 2
| Adelaide 1 aprile 2000 | Adelaide 36ers | 95 – 72 | Victoria Giants | Adelaide Arena |

#### Gara 3
| Adelaide 3 aprile 2000 | Adelaide 36ers | 89 – 93 | Victoria Giants | Adelaide Arena |

### Finale

#### Gara 1
| Melbourne 7 aprile 2000 | Victoria Giants | 78 – 84 | Perth Wildcats | Melbourne Park |

#### Gara 2
| Perth 12 aprile 2000 | Perth Wildcats | 83 – 76 | Victoria Giants | Perth Entertainment Centre |

## Vincitore
| Campioni NBL 1999-2000     |
| -------------------------- |
| Perth Wildcats (4º titolo) |

## Statistiche
| Categoria               | Giocatore       | Squadra                | Stat  |
| ----------------------- | --------------- | ---------------------- | ----- |
| Punti per gara          | Andrew Gaze     | Melbourne Tigers       | 29,2  |
| Rimbalzi per gara       | Mark Bradtke    | Melbourne Tigers       | 14,8  |
| Assist per gara         | Darryl McDonald | Victoria Titans        | 7,8   |
| Palle rubate per gara   | Darryl McDonald | Victoria Titans        | 2,5   |
| Stoppate per gara       | Simon Dwight    | West Sydney Razorbacks | 3,0   |
| Percentuale da 3        | Mike Kelly      | Townsville Crocodiles  | 43,9% |
| Percentuale tiri liberi | Derek Rucker    | West Sydney Razorbacks | 91,8% |

## Premi
- NBL Most Valuable Player: Paul Rogers, Perth Wildcats
- NBL Coach of the Year: Ian Stacker, Townsville Crocodiles
- NBL Defensive Player of the Year: Darnell Mee, Adelaide 36ers
- NBL Most Improved Player of the Year: Andrew Goodwin, Townsville Crocodiles
- NBL 6th Man of the Year: Ben Knight, Townsville Crocodiles
- NBL Rookie of the Year: Derek Moore, Sydney Kings
- NBL Finals MVP: Marcus Timmons, Perth Wildcats

- All-NBL Team
  - Brett Maher, Adelaide 36ers
  - Andrew Gaze, Melbourne Tigers
  - Sam Mackinnon, Townsville Crocodiles
  - Mark Bradtke, Melbourne Tigers
  - Paul Rogers, Perth Wildcats